# Kai Schäfer
Kai Schäfer es un deportista alemán que compitió en vela en la clase Flying Dutchman.
Ganó siete medallas en el Campeonato Mundial de Flying Dutchman entre los años 2012 y 2024, y una medalla en el Campeonato Europeo de Flying Dutchman de 2024.

## Palmarés internacional
| Campeonato Mundial | Campeonato Mundial               | Campeonato Mundial | Campeonato Mundial |
| Año                | Lugar                            | Medalla            | Clase              |
| ------------------ | -------------------------------- | ------------------ | ------------------ |
| 2012               | Santa Cruz (Estados Unidos)      | Medalla de bronce  | Flying Dutchman    |
| 2016               | Steinhude (Alemania)             | Medalla de plata   | Flying Dutchman    |
| 2019               | Nelson (Nueva Zelanda)           | Medalla de plata   | Flying Dutchman    |
| 2021               | Altea (España)                   | Medalla de plata   | Flying Dutchman    |
| 2022               | Campione d'Italia (Italia)       | Medalla de oro     | Flying Dutchman    |
| 2023               | Gdynia (Polonia)                 | Medalla de bronce  | Flying Dutchman    |
| 2024               | San Petersburgo (Estados Unidos) | Medalla de oro     | Flying Dutchman    |
| Campeonato Europeo |                                  |                    |                    |
| Año                | Lugar                            | Medalla            | Clase              |
| 2024               | Cádiz (España)                   | Medalla de plata   | Flying Dutchman    |